# L'arte di uccidere (romanzo)
L'arte di uccidere (titolo originale The Lost Gallows), è un romanzo poliziesco di John Dickson Carr, pubblicato nel 1931. È il secondo romanzo giallo della serie che ha come protagonista Henri Bencolin, il mefistofelico capo della polizia di Parigi.

## Trama
Un modellino perfettamente funzionante di una forca non è esattamente la cosa più comune che ci si aspetterebbe di trovare nel salotto di un club londinese, tranne forse che al Brimstone Club, che ha una fama piuttosto sinistra e una reputazione non impeccabile. È quanto accade a Henri Bencolin, capo della polizia di Parigi, e al suo amico Jeff Marle, che sono ospiti al club di Sir John Landervorne, ex vice-commissario di Scotland Yard. Sir John ha una strana storia da raccontare, che coinvolge un giovane, Dallings, il quale afferma di essersi smarrito per Londra in una notte di nebbia e di avere visto l'ombra di un patibolo stagliarsi contro la luce di una finestra. La vicenda sembra coinvolgere un ricco egiziano, Nezam El Moulk, anche lui ospite del club e che pare sia vittima di una misteriosa persecuzione.
L'uomo infatti riceve pacchetti dal contenuto bizzarro e sinistro, inviati da un anonimo nemico che si firma con lo pseudonimo del boia di Londra del Seicento: Jack Ketch. Bencolin, Marle e Sir John si recano a teatro, e all'uscita vengono quasi investiti da un'automobile, che si rivelerà essere quella di El Moulk, lanciata in una folle corsa per Londra con un morto al volante. Quando i tre, dopo un frenetico inseguimento, raggiungono la limousine ferma davanti al club, nell'auto c'è solo l'autista di El Moulk, pugnalato al cuore e con la gola tagliata: l'egiziano è scomparso, in apparenza rapito. E nel frattempo una telefonata anonima giunta al vicino posto di polizia ha informato le autorità che "Nezam El Moulk è stato impiccato alla forca di Via della Rovina". Un doppio enigma per Bencolin, che non solo dovrà scoprire cosa ne sia stato dell'uomo scomparso, ma anche dove si trovi una via con un nome inesistente sulle mappe di Londra.

## Personaggi principali
- Henri Bencolin - capo della polizia di Parigi
- Jeff Marle - suo amico
- Sir John Landervorne - ex vice commissario di Scotland Yard
- Nezam El Moulk - ricco egiziano
- Tenente Griffin - suo segretario
- Joyet - suo cameriere personale
- Richard (Dick) Small - suo autista e guardia del corpo
- Colette Laverne - sua amante
- Dallings - socio del Brimstone Club
- Dottor Pilgrim - socio del Brimstone Club
- Teddy - sguattero al Brimstone Club
- Sharon Grey - amica di Jeff Marle
- Talbot - Ispettore di Scotland Yard

## Critica
"Dice molto a favore dello stile di Carr il fatto che riesca a rendere questa storia di un Jack Ketch che rapisce le sue vittime per appenderle alla sua forca privata per vendicare un torto privato non solo divertente, ma anche convincente. Il duello tra Bencolin, soaevemente arguto, e Sir John Landervorne; l'uso superbo della nebbia londinese e di ciò che il dottor Pilgrim vide; e la strada perduta, 'la più bella fantasia nel reame dell'incubo', formano un logico tutt'uno. Lo stile di Carr è molto migliorato rispetto a Il mostro del plenilunio. La prosa è in generale eccellente, sebbene sensazionalistica in alcune parti, e dà al lettore l'impressione di muoversi attraverso un incubo, melodrammatico e teatrale al tempo stesso, ma assolutamente piacevole."

## Edizioni
- John Dickson Carr, L'arte di uccidere, traduzione di Anna Maria Francavilla, collana Classici del Giallo n. 937, Arnoldo Mondadori Editore, 2002,  p. 249.